# Rembert Dodoens

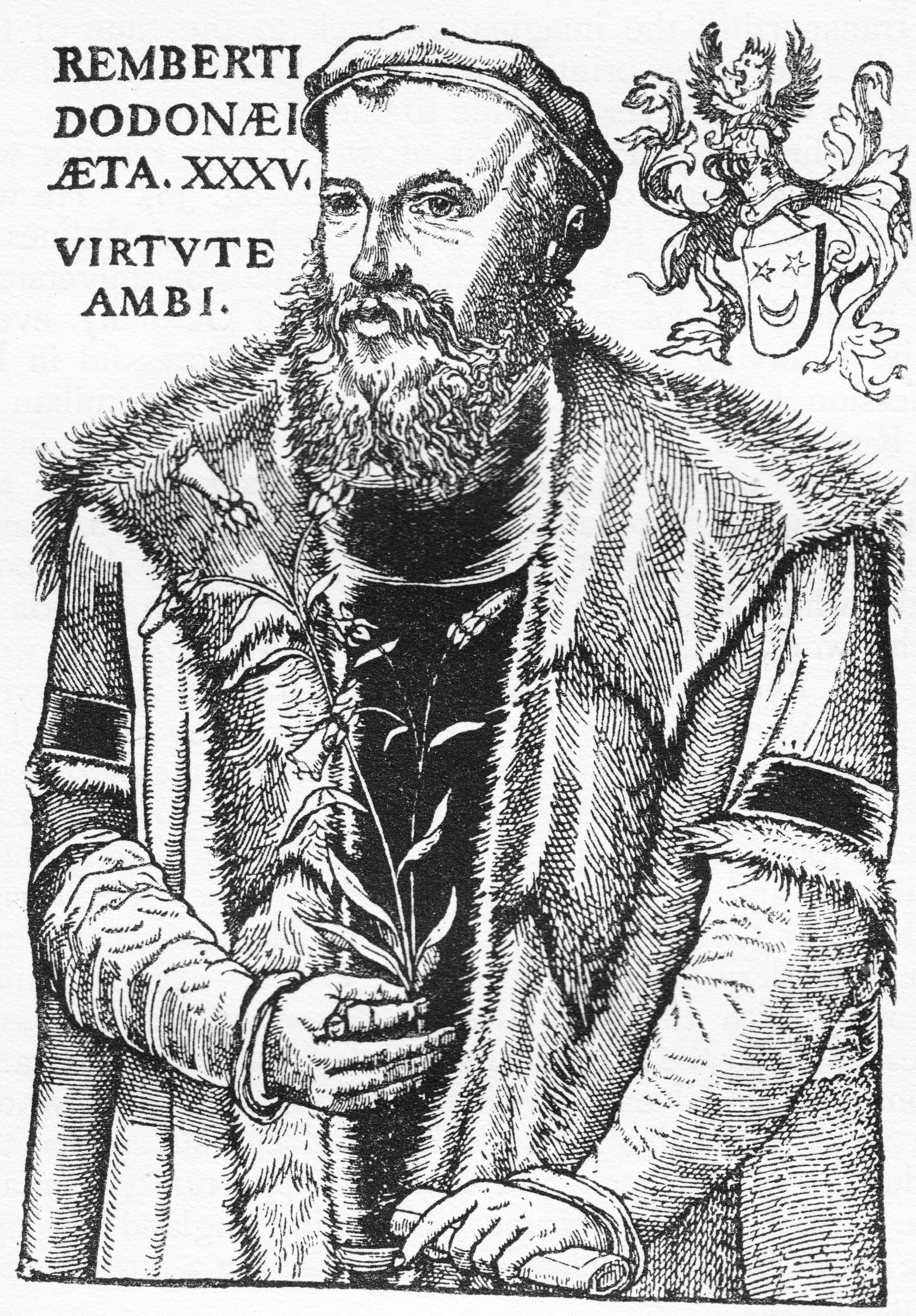
Bildnis von Rembert Dodoens in Trium priorum […] imagines (1553)

Rembert Dodoens (* 29. Juni 1516/17 in Mechelen; † 10. März 1585 in Leiden, geboren als Rembert van Joenckema, latinisiert Rembertus Dodonaeus) war ein flämischer Arzt und Botaniker. Sein offizielles botanisches Autorenkürzel lautet „Dodoens“.

## Leben und Wirken
Rembert Dodoens studierte Medizin an der Universität Löwen und besuchte medizinische Schulen in Frankreich, Italien und Deutschland. Am 10. September 1535 erwarb er ein Lizenziat in Medizin. Dodoens war ab 1539 in Mechelen als Stadtarzt tätig. Von 1542 bis 1546 hielt er sich in Basel auf. Anfang September 1574 wurde er Leibarzt bei Kaiser Maximilian II. in Wien und später dessen Sohn Rudolf II. Anfang März 1578 verließ er Wien. Von 1578 bis Oktober 1581 verweilte er in Köln. Nach einem kurzen Aufenthalt in Mechelen ließ sich Dodoens in Antwerpen nieder. 1582 wurde Dodoens zum Professor der Medizin in Leiden berufen.
In Dodoens erster botanischen Schrift De frugum historia werden Getreidearten sowie Hülsenfrüchte beschrieben und dargestellt. Sein Cruijdeboeck („Kräuterbuch“) von 1554 ist in altem Flämisch verfasst und wurde 1557 ins Französische (Histoire des plantes) und 1578 ins Englische (A new herball) übersetzt. Historiae pemptades sex sive libri XXX von 1583 ist eine Neufassung seines Cruijdeboeck, in der er die Pflanzen in 26 Gruppen einteilte. Nach Dodoens Tod erschien 1608 unter dem Titel Cruydt-Boeck eine Übersetzung ins Niederländische, der 1618 und 1644 zwei weitere Ausgaben folgten.
Im Oktober 1539 heiratete er Kathelijne De Bruyn († 1572). Gemeinsam hatten sie vier Kinder: Ursula (* 1544), Antonia, Denijs (* 1548) und Rembert († 1605 in Rom). Sein gleichnamiger Sohn immatrikulierte sich am 18. Februar 1578 an der Universität Padua  und wurde später Arzt in Middelburg. Anfang 1576 heiratete er Maria Saerinen, die er in Wien kennengelernt hatte.

## Ehrungen
Charles Plumier benannte ihm zu Ehren eine Gattung Dodonaea. Carl von Linné übernahm später diese Gattung nicht, sondern stellte sie zur Gattung Ilex der Pflanzenfamilie der Stechpalmengewächse (Aquifoliaceae). Philip Miller griff 1754 den Namen Dodonaea wieder auf. Das Rosmarin-Weidenröschen (Epilobium dodonaei) und weitere Arten sind nach Dodoens benannt.
Der 1989 im Asteroidengürtel entdeckte Asteroid (10068) Dodoens wurde nach ihm benannt.

## Schriften (Auswahl)

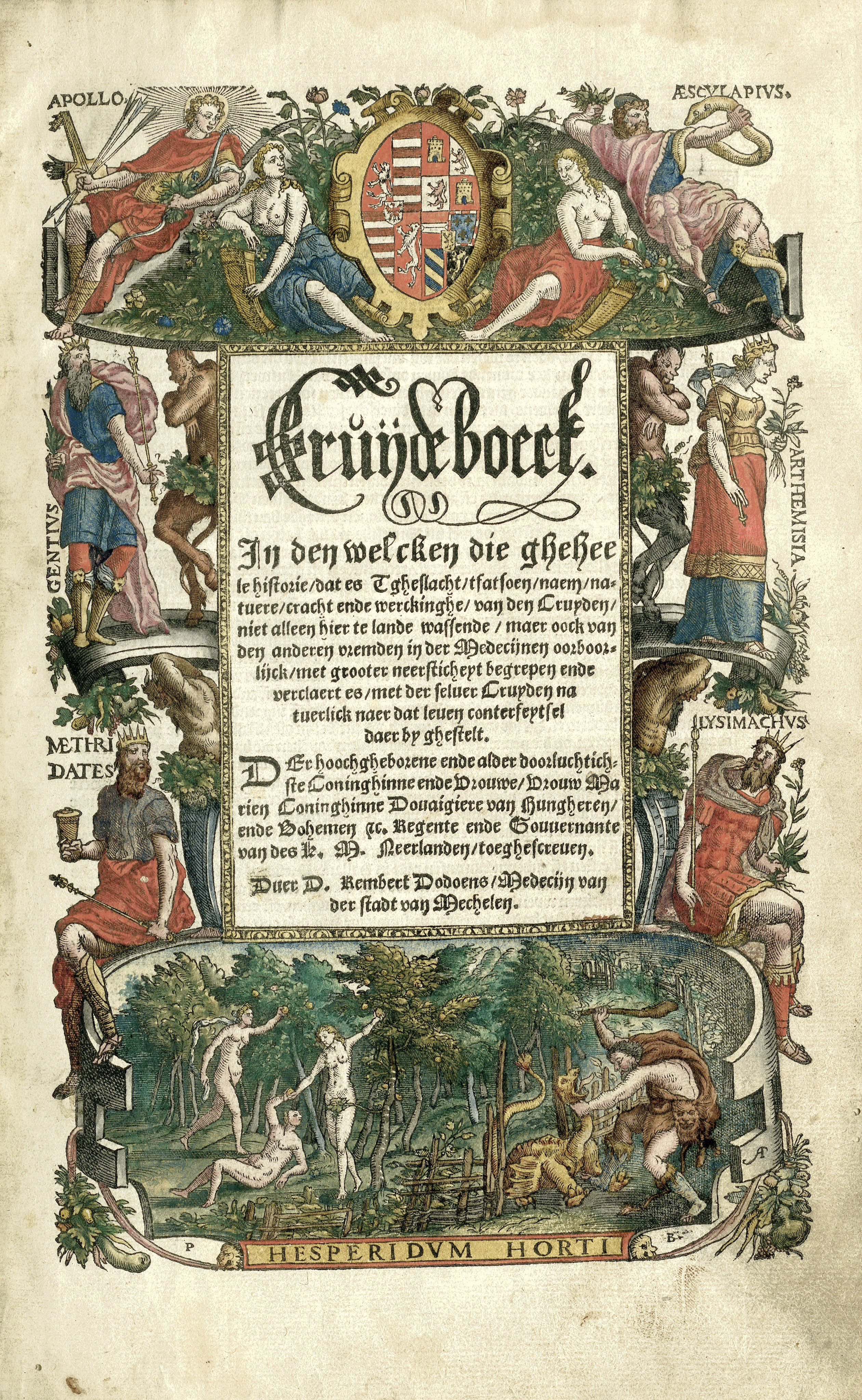
Kolorierte Titelseite des Cruijdeboeck von 1554

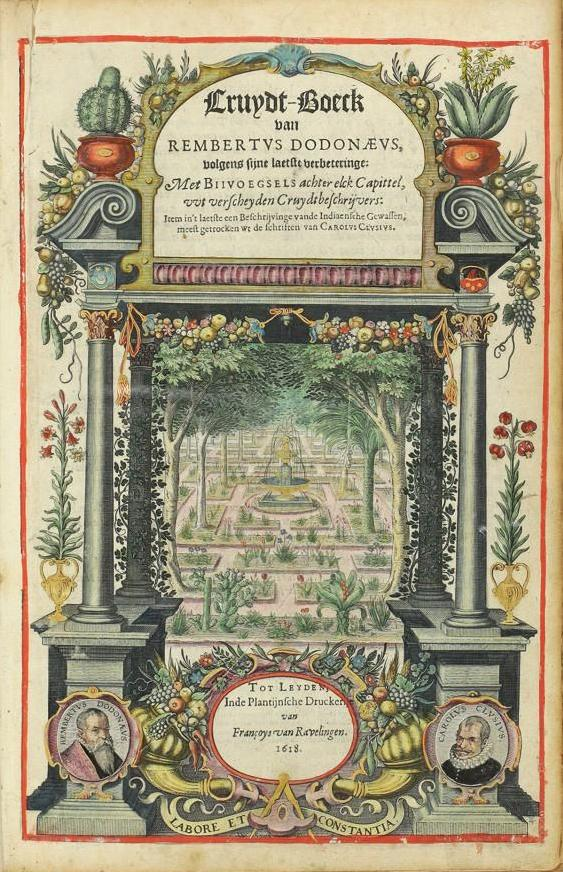
Kolorierte Titelseite des Cruydt-Boeck von 1618

- Pauli Aeginetae medici praestantissimi De febribus et iis, quae febribus superveniunt, ex Galeni et aliorum commentariis liber unus, Ioanne Guinterio interprete. Melchior von Neuss, Köln 1546 (Digitalisat).
- Cosmographica in astronomiam et geographiam isagoge. Jan van der Loe, Antwerpen 1548 (Digitalisat).
- De frugum historia: liber unus. Jan van der Loe, Antwerpen 1552 (Digitalisat).
- Trium priorum de stirpium historia commentariorum imagines. Jan van der Loe, 1553 (Digitalisat).
- Posteriorum trium de stirpium historia commentariorum imagines. Jan van der Loe, Antwerpen 1554 (Digitalisat).
- Cruijdeboeck. 1. Auflage, Jan van der Loe, Antwerpen 1552–1554 (Digitalisat).
  - Cruijdeboeck. 2. Auflage, Jan van der Loe, Antwerpen 1563 (Digitalisat, Digitalisat).
  - Cruydt-Boeck. 3. Auflage, Frans van Ravelingen, Leiden 1608 (Band 1, Band 2) – Übersetzung von Stirpium historiae pemptades sex 1583.
  - Cruydt-Boeck. 4. Auflage, Frans van Ravelingen, Leiden 1618 (Band 1, Band 2) – Neudruck der 3. Auflage.
  - Cruydt-Boeck. 5. Auflage, Balthasar Moretus, Antwerpen 1644 (Digitalisat).
  - Histoire des plantes. Antwerpen 1557 (Digitalisat) – übersetzt ins Französische durch Charles de l’Écluse.
  - A niewe herball, or historie of plantes. London 1578 (Digitalisat) – übersetzt ins Englische durch Henry Lyte (um 1529–1607)
    - A new herball, or historie of plants. Ninian Newton, London 1586 (Digitalisat).
    - A new herball, or historie of plants. Edmund Bollifant, London 1595.
    - Ram’s little Dodeon. Simon Stafford, London 1606 (Digitalisat) – durch William Ram gekürzte Ausgabe.
    - A nevv herbal, or historie of plants. Edward Griffin, London 1619 (Digitalisat).
- Frumentorum, Leguminum, palustrium et aquatilium herbarum, ac eorum, quae eò pertinent, historia. Plantijn, Antwerpen 1566 (Digitalisat).
  - 2. Auflage: Historia frumentorum, leguminum, palustrium et aquatilium herbarum, ac eorum, quae eo pertinent.  Plantijn, Antwerpen 1569 (Digitalisat).
- Florum, et coronariarum odoratarumque nonnularum herbarum historia. Plantijn, Antwerpen 1568 (Digitalisat).
  - 2. Auflage, Plantijn, Antwerpen 1569 (Digitalisat).
- Purgantium aliarumque eo facientium, tum et radicum, convolvulorum ac deleteriarum herbarum historiae libri. Plantijn, Antwerpen 1574 (Digitalisat).
- Historia vitis vinique et stirpium nonnullarum aliarum. Maternus Cholinus, Köln 1580 (Digitalisat).
- Medicinalium observationum exempla rara. Köln 1581 (Digitalisat).
  - darin: Physiologices medicinae partis, tabulae expeditae. (Digitalisat).
- Stirpium historiae pemptades sex, sive libri XXX. 1583 (Digitalisat).
  - 2. Auflage, Balthasar & Jan Moretus, Antwerpen 1616 (Digitalisat).
- Praxis medica. Hendrick Laurensz, Amsterdam 1616 (Digitalisat).